# マルサ斉藤ゴム
株式会社マルサ斉藤ゴム（Marusa Saito GOM Co,Ltd.）は、かつてゴム風船の製造・販売を手掛けていた日本の企業。

## 概要
1950年に創業し、1981年1月に法人へ改組。アニメのキャラクターとコラボレーションした子供向けの玩具用ゴム風船やプロモーション用バルーン、テレビ番組向けのフィルム風船などを取り扱っていた。ゴム風船やフィルム風船の生産はタイにある工場で生産を行ったうえでコストダウンを図り、ゴム風船は、玩具メーカーや問屋などを通して、コンビニエンスストア、スーパー、大手量販店に販売を行っていた。
1997年11月期の年売上高は約2億8000万円の売上があったが、少子化により子供向けの玩具用ゴム風船の需要が減少。そのため、2011年からは大人向けハンドメイドバルーンである「マルサバルーン」や子供から大人、高齢者まで参加できる「ふうせんバレー」の販売を開始するなど、成人層をターゲットにした製品の開発を行うようになった。
2013年には千葉県銚子市にある国内で唯一の風船工場を買収し、2014年にはヨーロッパや東南アジアにも進出。しかし、2020年に発生した新型コロナウイルスにより、東南アジアからの材料仕入れが難しくなった他、国内におけるイベント用の需要も減少したことから業績が悪化。このため、マルサ斉藤ゴムは2020年4月6日に東京地方裁判所へ破産を申請。同年4月10日に破産手続開始決定を受けた。負債総額は約2億円。これにより、国産による手作りゴム風船は消滅することになった。
マルサ斉藤ゴムは2020年12月18日に法人格が消滅した。

## 沿革
- 1950年 - 斉藤ゴムとして斉藤秀次が創業。
- 1981年1月8日 - 株式会社マルサ斉藤ゴムとして法人へ改組。
- 1985年 - 斉藤尋秀が代表取締役に就任。
- 1993年 - バンコクに海外製造部門を設立。
- 2009年 - 斉藤靖之が代表取締役に就任[4]。
- 2013年 - 千葉県銚子市にある風船工場を買収。
- 2016年 - マニラに現地販売会社を設立。
- 2020年
  - 4月6日 - 東京地方裁判所へ破産を申請。
  - 4月10日 - 東京地方裁判所から破産手続開始決定を受ける。
  - 12月18日 - 法人格消滅。